# Grande Mosquée de Kano

Photo de la Grande Mosquée de Kano.

La grande mosquée de Kano est un sanctuaire islamique de la ville de Kano, dans le nord de la république du Nigéria. L'édifice actuel fut construit en 1963 grâce à des fonds britanniques afin de remplacer l'ancienne mosquée du XVe siècle démolie dans les années 1950. La nouvelle mosquée s'inspire de l'architecture moyen-orientale, intégrant deux minarets élancés et une coupole centrale.
La première mosquée de la ville est édifiée à la fin du XIVe siècle sur l'ordre de l'émir Sarkin Muhammad Rumfa et à l'instigation du missionnaire musulman Cabd al-Rahman al-Qasri, originaire du Maroc. Bâtie en terre crue, elle se distinguait nettement de l'architecture arabe et se composait d'une salle de prière quadrangulaire en forme de tour s'élevant sur une hauteur de presque vingt mètres. 
La mosquée est rebâtie sur un site différent en 1582 à l'instigation de Muhammad Zaki, puis est reprise partiellement dans la seconde moitié du XIXe siècle par Abdullahi dan Dabo. Le sanctuaire est détruit dans les années 1950 avant d'être remplacé dix ans plus tard par la mosquée actuelle, laquelle ne conserve aucune trace d'influence indigène.